# Oliver Heer
Pour les articles homonymes, voir Heer.
Oliver Heer est un navigateur suisse de course au large, né le 10 mai 1988 à Warrington, au Royaume-Uni. À la barre de l'Imoca Tut Gut, il est qualifié pour le Vendée Globe 2024-2025.

## Biographie

### Jeunesse et formation
La famille d'Oliver Heer est originaire de Rapperswil, dans le canton suisse de Saint-Gall. À l'époque de sa naissance, son père travaille au Royaume-Uni. Oliver naît à Warrington, dans le Cheshire, le 10 mai 1988. Il grandit en Suisse, près du lac de Zurich. C'est là que, dès l'âge de six ou sept ans, il se forme à la voile. Il veut devenir marin. Ses parents préfèrent l'orienter vers une carrière plus conventionnelle. Durant ses études, à l'occasion d'une année d'échange à Taïwan, il découvre la navigation avec des professionnels sur un voilier de grande taille, le TP 52.
Il obtient un diplôme en commerce international et communication. Il commence à travailler avec son père dans le secteur bancaire, notamment à Singapour. Son père meurt prématurément en 2014. Le jeune homme revient à son idée d'être marin. Il quitte son emploi.

### Boat captain de l'Alex Thomson Racing Team
Il s'installe au Royaume-Uni,, où il obtient son brevet de Yachmaster (en). Il fait des progrès en navigation, engrange des connaissances techniques. Il obtient ses premiers succès en course au large en tant que skipper de bateaux de 12 à 18 mètres. En 2018, à bord du Lombard 46 Pata negra skippé par Giles Redpath, il remporte la Sevenstar Round Britain and Ireland Race,.
Cette année-là, il intègre l'équipe d'Alex Thomson, l'Alex Thomson Racing Team. Il accomplit plus de 50 000 milles à bord du sixième Hugo Boss, puis du septième, mis à l'eau en 2019,,. Il devient boat captain pour la campagne du Vendée Globe 2020. En 2021, Thomson choisit Heer comme co-skipper pour la Fastnet Race,. À bord de Hugo Boss, le duo termine 10e sur 12 Imoca.
Thomson encourage Heer à monter son propre projet,. En septembre 2021, le jeune Suisse quitte l'Alex Thomson Racing Team. Il fonde l'Oliver Heer Ocean Racing.

### Route du Rhum 2022
Grâce à un groupe d'investisseurs, il aborde l'année 2022 en ayant bouclé son budget pour l'achat d'un Imoca. En février, il achète le #Themountainman de son compatriote Beat Fankhauser. Il s'agit de l'ancien Gitana Eighty de Loïck Peyron, un plan Farr à dérives droites, mis à l'eau en 2007. Le bateau prend le nom d'Oliver Heer Ocean Racing. Heer choisit pour base Port-la-Forêt.
Le 9 novembre 2022 , Oliver Heer Ocean Racing est au départ de la Route du Rhum. Au moment de virer la bouée du cap Fréhel, il entre en collision avec le DMG Mori Global One de Kōjirō Shiraishi. Il rentre à Saint-Malo, où des réparations sont effectuées. Il ne reprend la mer que deux jours plus tard. Le 12 novembre, il fait escale à Port-la-Forêt pour des travaux complémentaires. Le 14, il peut enfin repartir. Il termine la course 34e, mais le jury, considérant qu'il n'est pas fautif dans l'abordage, accorde une réparation de 84 heures à Heer. Il est classé 32e.

### Transat Jacques-Vabre 2023

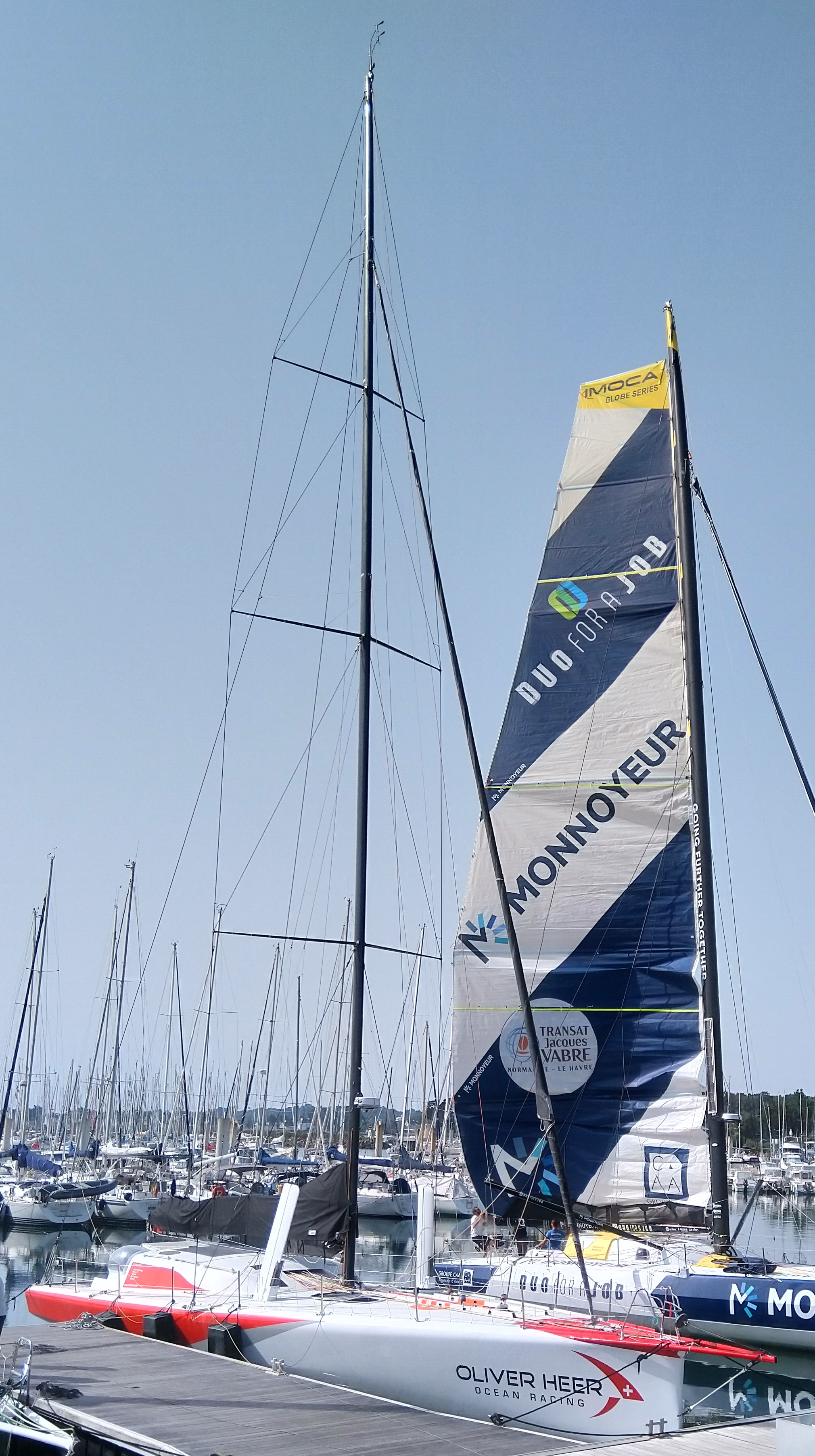
Oliver Heer Ocean Racing à Port-la-Forêt, en septembre 2023.

En juillet 2023, dans la Fastnet Race, barré par Heer et David Ledroit, Oliver Heer Ocean Racing finit 19e sur 29 Imoca.
Le 7 novembre, Heer et Nils Palmieri prennent le départ de la Transat Jacques-Vabre. Le deuxième jour, le côté bâbord D1 du gréement dormant se détache du mât. Les deux marins relâchent à Camaret pour réparer. Le 11 novembre, la casse d'une pièce structurelle provoque la perte du bas-étai. Les deux hommes abandonnent.
Heer renonce en même temps à participer à la course en solitaire Retour à la Base, de Fort-de-France à Lorient. Ce retrait de deux longues épreuves peut avoir de graves conséquences pour lui. En effet, une « course aux milles » oppose les prétendants au Vendée Globe, pour le cas où il y aurait plus de 40 qualifiés : ils doivent avoir parcouru depuis la fin 2021 le plus de milles possible à la barre du bateau qu'ils veulent engager dans le tour du monde. En fin d'année, Heer va se trouver mal classé dans cette course aux milles. Il compte sur les deux transatlantiques de 2024 pour rattraper son retard.

### The Transat 2024

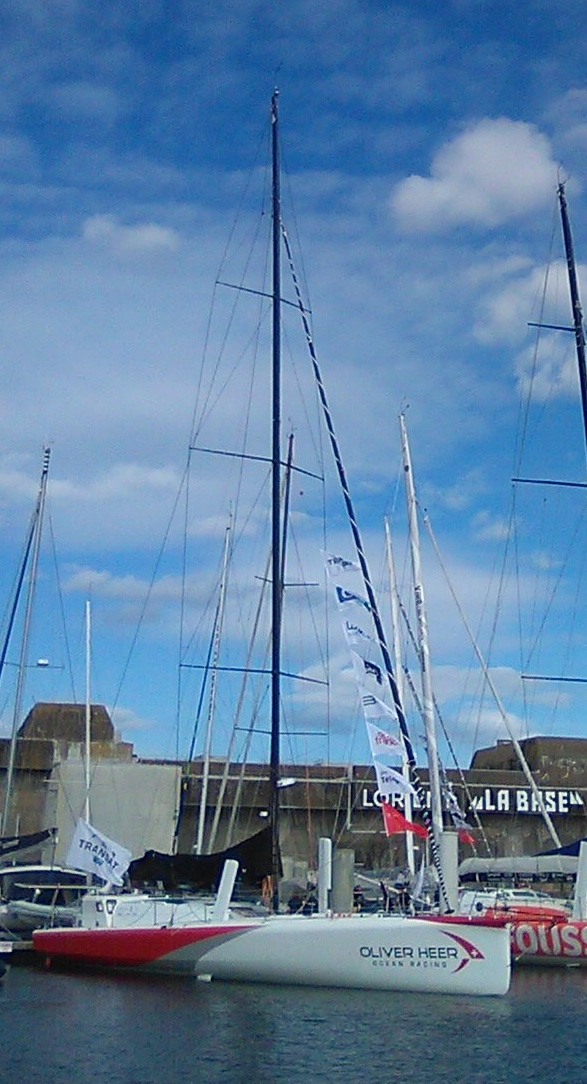
Oliver Heer Ocean Racing à Lorient en avril 2024, avant le départ de The Transat.

Le 28 avril 2024, Heer prend à Lorient le départ de The Transat, course qualificative pour le Vendée Globe. Le 5 mai, de nuit, par 38 nœuds de vent, alors qu'il lui reste 1 300 milles à parcourir, le pilote automatique provoque un empannage. Puis une grosse vague frappe le bateau et le déstabilise encore plus. Oliver Heer Ocean Racing se couche. Il est privé d'électricité. Heer est projeté à travers le bateau, et se blesse. Il réussit à amener les voiles. Il a du mal à enrouler le J2, dont le curseur est cassé. Les voiles sont endommagées. Il y a beaucoup de dégâts. Il répare ses voiles. Il met en place un système électrique simple à partir des panneaux solaires. Quand le soleil brille, il peut faire fonctionner la radio satellite, le pilote simple, télécharger des fichers GRIB. Mais le soleil n'est pas souvent au rendez-vous : « Là-haut, près des Grands Bancs, c'est gris, brumeux, hideux. » Heer, privé d'AIS, se trouve en position dangereuse sur une grande voie maritime, entouré de bateaux. Il espère arrive à New York avant la fermeture de la ligne d'arrivée, le 20 mai,,. La météo ne lui est pas favorable, il progresse difficilement.
Il réussit cependant à terminer dans les temps, le 17 mai, en 25e position. « Un cauchemar, déclare-t-il. Ce n’était pas une course, c’était un combat pour arriver sain et sauf avec mon bateau. » Il a deux motifs de satisfaction : il vient de se créditer de 2 950 milles dans la « course aux milles » du Vendée Globe, et il va pouvoir être au départ de la  New York-Vendée-Les Sables-d'Olonne, le 29 mai, pour gagner encore des milles.

### New York-Vendée-Les Sables-d'Olonne 2024
Le 13 juin, Heer termine 24e sur 28 de la New York-Vendée-Les Sables-d'Olonne. Dernière épreuve qualificative pour le Vendée Globe, la course livre un cruel verdict : 42 marins sont qualifiés pour le tour du monde, mais le nombre de partants est limité à 40. Il va falloir choisir, parmi trois concurrents en position précaire, celui à qui la seule et unique wild card sera attribuée.
Heer est le mieux placé des trois, mais une menace plane sur lui : en prenant contact avec son préparateur mental dans The Transat, n'a-t-il pas enfreint le règlement de cette course (différent de celui du Vendée Globe) ? Ceci pourrait lui valoir une pénalité qui le ferait considérer comme arrivé hors temps à New York — ce qui le priverait des 2 950 milles de la course, compromettant ainsi sa participation au Vendée Globe. Le 23 juin, la réponse du jury international tombe enfin : la règle 21 de l'avis de course de The Transat permettait à Heer d'obtenir une assistance de son préparateur mental. Aucune pénalité n'est requise contre lui.
Le 2 juillet, l'organisation du Vendée Globe peut donc annoncer le nom du 40e participant de la course autour du monde : au vu du nombre de milles de sélection parcourus, c'est Heer qui obtient la wild card.

### Tut gut. Sailing
En août, l'un des sponsors du projet de Heer, Burgerstein Vitamine, devient partenaire titre. L'équipe et le bateau prennent le nom de « Tut gut. Sailing ». Tut gut, la devise de Burgerstein Vitamine, signifie « Fait du bien ». Ce soutien financier accru permet de remettre à niveau des systèmes électroniques, d'améliorer l'ergonomie et la sécurité, de prévoir des pièces de rechange, etc..

## Palmarès
2018. 1er en IRC 1 et toutes catégories de la Sevenstar Round Britain and Ireland Race, à bord du Lombard 46 Pata negra, skippé par Giles Redpath,
2021. 10e sur 12 Imoca dans la Fastnet Race, en double avec Alex Thomson, à bord du septième Hugo Boss

### À la barre de l'ImocaOliver Heer Ocean Racing,SUI 49
- 2022 :
  - 21e sur 24 dans les 48 Heures du Défi Azimut[24]
  - 32e sur 38 Imoca, après jury, dans la Route du Rhum[13]

- 2023 :
  - 19e sur 29 Imoca dans la Fastnet Race, en double avec David Ledroit[10]
  - 21e sur 33 dans les 48 Heures du Défi Azimut, en double avec Nils Palmieri[25]

- 2024 :
  - 25e sur 33 Imoca dans The Transat, en 18 j 10 h 49 min 32 s[15],[20]
  - 24e sur 28 dans la New York-Vendée-Les Sables-d'Olonne, en 15 j 0 h 1 min 2 s[21]

- 2025:
  - 29e sur 40 dans le Vendée Globe, en 99 j 5 h 27 min 34 s[26]